# کشتار جزیره صلح

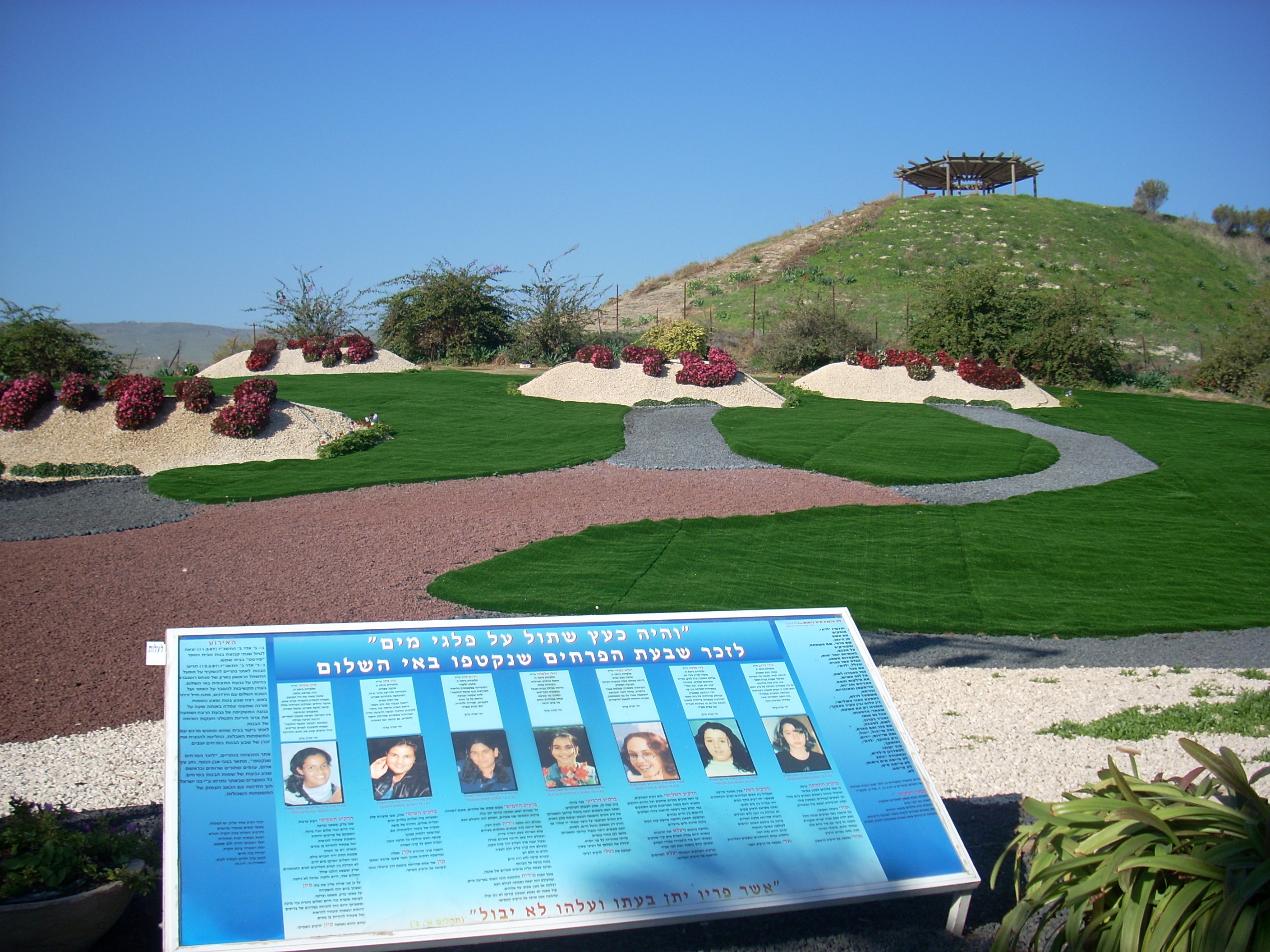

در ساعت ۱۱ صبح روز ۱۳ مارس ۱۹۹۷ یک حمله کشتار جمعی اتفاق افتاد که در جریان آن یک سرباز ۲۳ ساله اردنی به نام "احمد دقامسه" (Ahmed Daqamseh) بر روی گروهی از دانش‌آموزان اسرائیلی که در جریان یک سفر به جزیره صلح در نزدیکی مرز اسرائیل-اردن رفته بودند آتش گشود در این واقعه هفت نفر دانش‌آموز کشته شدند.
دادگاه نظامی اردن در جریان محاکمه احمد دقامسه را به لحاظ روانی در هنگام وقوع تیراندازی «مجنون» و فاقد تعادل روانی تشخیص داد و بر همین اساس با تخفیف او را به حبس ابد محکوم کرد وکلای دقامسه توانستند حکم آزادی او را بعد از ۲۰ سال تحمل زندان نهایی کنند.
وی در روز یکشنبه ۱۲ مارس ۲۰۱۷ از زندان آزاد شد و به نزد خانواده‌اش در روستایی در حوالی شهر اربد در شمال اردن بازگشت.
پس از این حادثه، ملک حسین، پادشاه اردن رسماً از اسرائیل و خانواده قربانیان عذرخواهی کرد. شاه حسین همچنین شخصاً با بازماندگان قربانیان این کشتار دیدار کرد و دولت اردن هم رسماً به اسرائیل غرامت پرداخت.

## توضیحات
1. ↑  مجازات حبس ابد در اردن معمولاً ۲۵ سال طول می‌کشد و در صورتی که زندانی سابقه خوبی از خودش نشان داده باشد مشمول عفو می‌شود